# Ulica Jana III Sobieskiego w Częstochowie

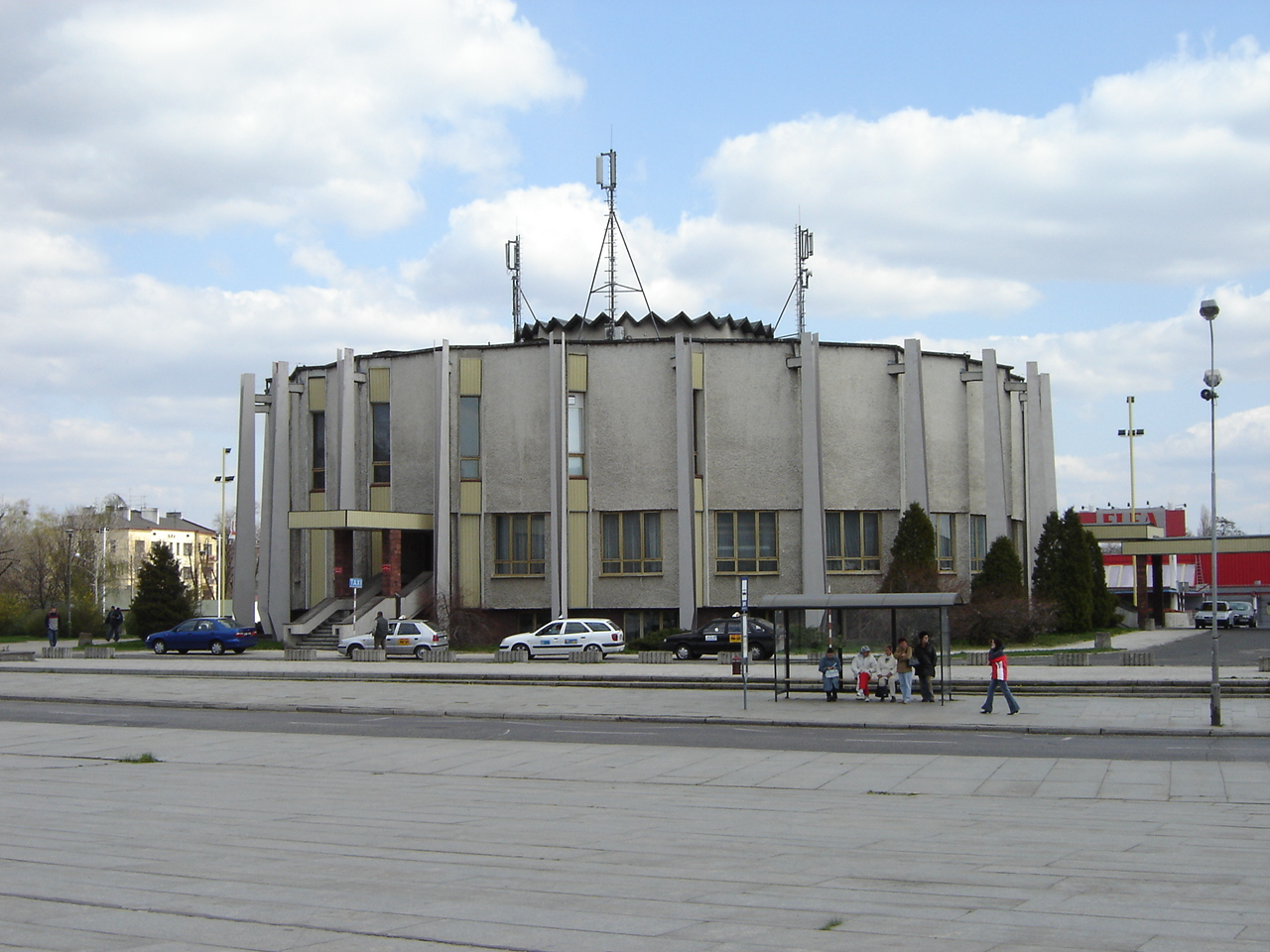
Znajdujący się przy ulicy Sobieskiego Plac Pamięci Narodowej z Urządem Stanu Cywilnego

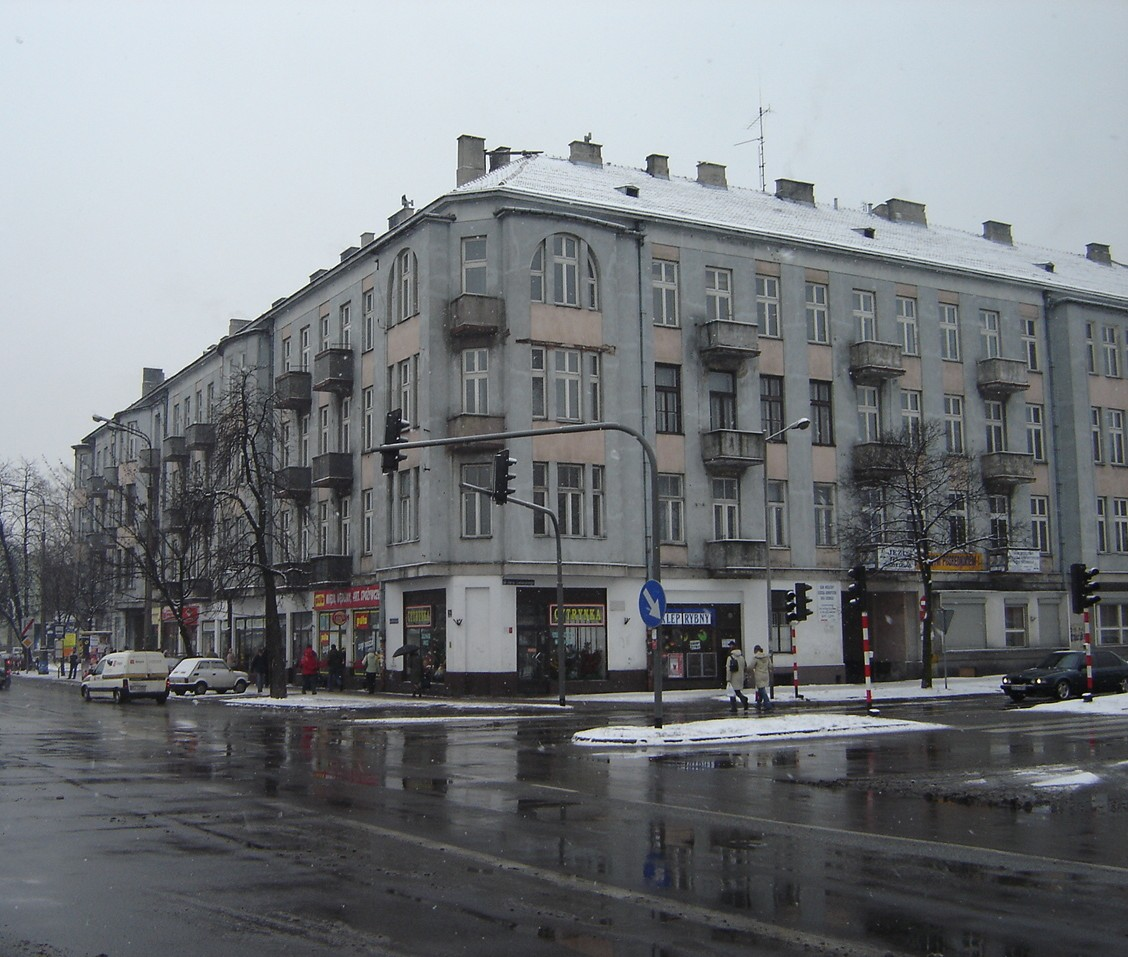
Dom Księcia przy skrzyżowaniu z Aleją Wolności

Ulica Jana III Sobieskiego – jedna z ważniejszych ulic w śródmieściu Częstochowy, rozciąga się pomiędzy ulicą K. Pułaskiego, a aleją Wolności.
Ulica wyznacza południową granicę dzielnicy Śródmieście, dalej położona jest dzielnica Trzech Wieszczów. Na początku ulicy znajduje się dworzec PKS i rozległy plac, na którym planowano postawić hotel, obecnie jest on niewykorzystany. Przy skrzyżowaniu z ulicą Śląską znajduje się Urząd Stanu Cywilnego i Plac Pamięci Narodowej z pomnikiem obrońców ojczyzny oraz budynek dawnego częstochowskiego urzędu wojewódzkiego, a obecnie delegatury śląskiego urzędu wojewódzkiego. Obok niego, na rogu z ulicą Korczaka znajduje się starostwo powiatowe. W dalszej części ulicy znajdują się jedynie bloki mieszkalne i budynek gimnazjum.